# 보름스 협약

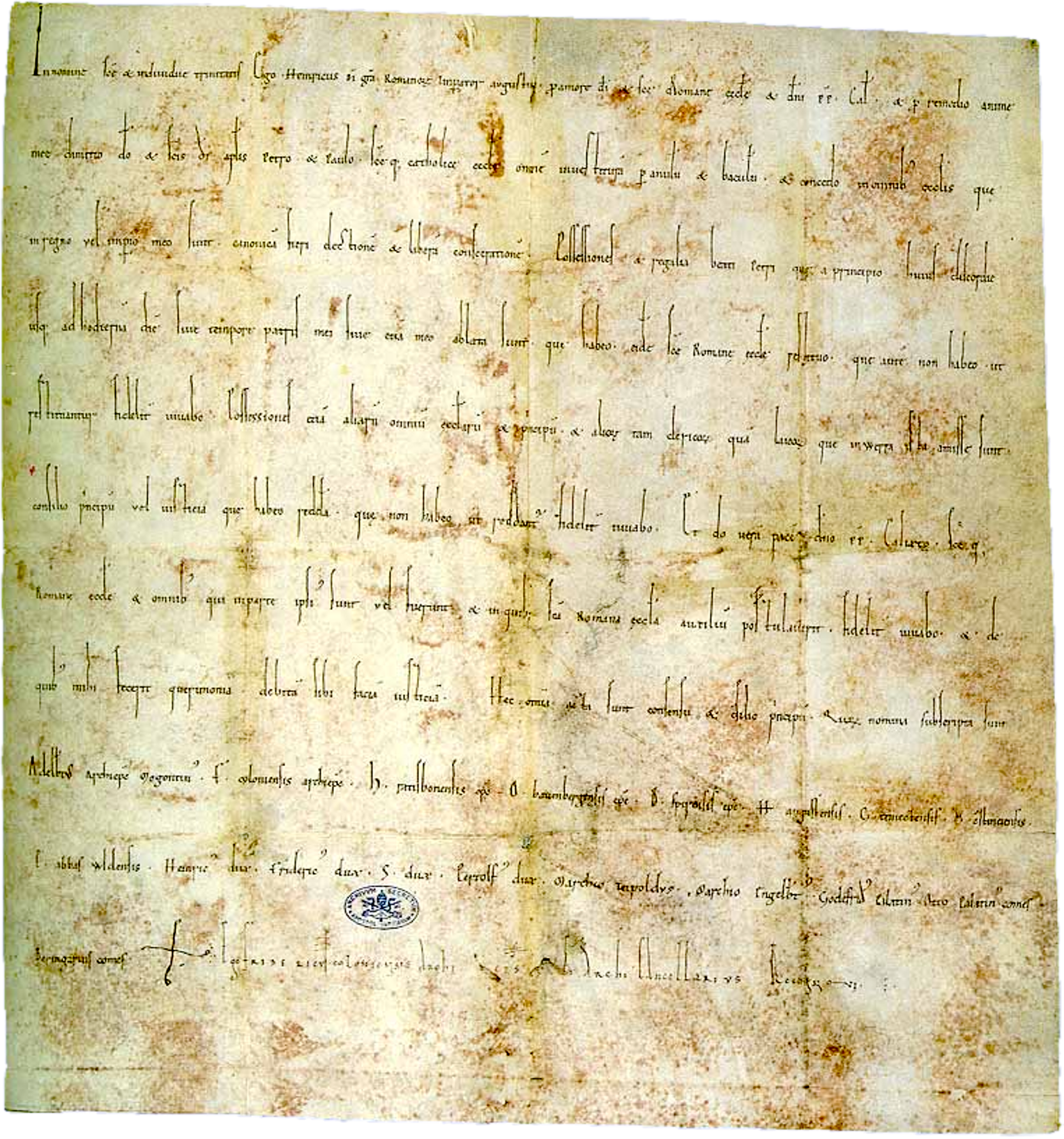

보름스 협약(－協約, Concordat of Worms)는 1122년에 신성 로마 제국 황제인 하인리히 5세와 기독교 지도자인 교황 갈리스도 2세 간에 맺어진 협정이다. 이로써 1076년 이래의 성직 서임권투쟁은 일단 타결되었다.
그 내용은 성직자는 교회법의 규정에 따라서 선거되며, 황제는 지환(指環)과 장(杖：영적 권력의 상징)에 의한 서임권(敍任權)을 포기하고 홀(笏：세속적 권력의 상징)에 의한 교회령 및 이에 부수되는 정치적 권리의 수여만을 행사한다. 단 선거에는 황제 내지는 그 대리인이 입회한다. 독일 국내에서는 황제의 홀(笏)에 의한 수봉(授封)은 성직자 서임 때 행해지는 성별(聖別)의 의식(儀式)에 선행(先行)되며, 부르군트와 이탈리아에서는 성별(聖別)이 선행(先行)되어야 할 것. 교회국가(敎會國家)에서는 이러한 협정은 적용되지 않음 따위 등이다. 이 내용은 교황과 황제가 다같이 만족을 느낄 수 없는 타협으로 서임권 투쟁은 내내 계속되었다. 이러한 가운데 1123년에 열린 제1회 라테란 종교회의는 보름스 협약과 교회개혁의 기본노선을 재확인하게 되었다. 그러나 그 직후에 이 협약의 양 당사자는 연이어 사망하게 된다.